# Baddesley Ensor
Baddesley Ensor is een civil parish in het Engelse graafschap Warwickshire met 1980 inwoners.